# سورن ترنت
سورن ترنت (به انگلیسی: Severn Trent) شرکت آب بریتانیایی است، که در سال ۱۹۷۴ به‌عنوان یکی از ۱۰ شرکت عامل آب که در پی تصویب قانون آب ۱۹۷۳ توسط پارلمان بریتانیا راه‌اندازی شد، که وظیفه آنها تأمین آب آشامیدنی و دفع پساب از رودخانه‌های انگلستان و ولز بود.
این شرکت نام خود را از دو رودخانه سورن و ترنت مستقر در انگلستان که وظیفه مدیریت بر آن‌ها را برعهده داشت، کسب کرده‌است. شرکت سورن ترنت در سال ۱۹۸۹ خصوصی شد و در حال حاضر وظیفه تأمین آب به بیش از ۳٫۷ میلیون خانوار را در بریتانیا بر عهده دارد.
دفتر مرکزی این شرکت در شهر کاونتری، بریتانیا قرار گرفته‌است و بخشی از سهام آن در بازار بورس لندن معامله می‌شود.